# Dicoleon
Dicoleon, monotipski rod parožina u porodici Chaetosphaeridiaceae. Jedina vrsta je Dicoleon nordstedtii. Način razmnožavanja još nije poznat